# XXI. Gebirgs-Armeekorps
XXI. Gebirgs-Armeekorps var en tysk armékår för strid i bergsterräng under andra världskriget. Kåren sattes upp den 12 augusti 1943.

## Befälhavare
Kårens befälhavare:
- General der Artillerie Paul Bader 25 augusti 1943–10 oktober 1943
- General der Panzertruppe Gustav Fehn 10 oktober 1943–20 juli 1944
- General der Infanterie Ernst von Leyser 20 juli 1944–11 oktober 1944
- Generalleutnant Albrecht Baier 11 oktober 1944–25 oktober 1944
- General der Infanterie Ernst von Leyser 25 oktober 1944–29 april 1945
- Generalleutnant Hartwig von Ludwiger 29 april 1945–7 maj 1945

Sabschef:
- Oberst Eberhard Kaulbach 15 augusti 1943–5 mars 1944
- Oberst Franz von Klocke 5 mars 1944–1 maj 1945